# Königsbrunn am Wagram
Königsbrunn am Wagram (vor 1960 nur Königsbrunn) ist eine Marktgemeinde im Bezirk Tulln in Niederösterreich. 

## Geografie
Königsbrunn am Wagram liegt im niederösterreichischen Weinviertel. Der südliche Teil der Gemeinde liegt im Tullnerfeld. Davon ist der größte Teil fruchtbares Ackerland, das nach Süden in Auwald übergeht. Ein kleiner Teil der Gemeinde liegt südlich der Donau. Nach Norden steigt das Gemeindegebiet zum Wagram an, wo Wein angebaut wird.
Die Fläche der Marktgemeinde umfasst 28,59 Quadratkilometer. Davon sind 65 Prozent landwirtschaftliche Nutzfläche, 22 Prozent der Fläche sind bewaldet und auf 3 Prozent wird Wein angebaut.

### Gemeindegliederung
Das Gemeindegebiet umfasst folgende sechs Ortschaften (in Klammern Einwohnerzahl Stand 1. Jänner 2025):
- Bierbaum am Kleebühel (287)
- Frauendorf an der Au (179)
- Hippersdorf (174)
- Königsbrunn am Wagram (589)
- Utzenlaa (140)
- Zaußenberg (69)

Die Gemeinde besteht aus den Katastralgemeinden Bierbaum am Kleebigl, Frauendorf, Hippersdorf, Königsbrunn, Utzenlaa und Zaußenberg.

### Nachbargemeinden
|                          | Großweikersdorf                             | Stetteldorf am Wagram |
| Kirchberg am Wagram      | Kompassrose, die auf Nachbargemeinden zeigt | Absdorf               |
| Zwentendorf an der Donau | Langenrohr                                  | Tulln an der Donau    |

## Geschichte

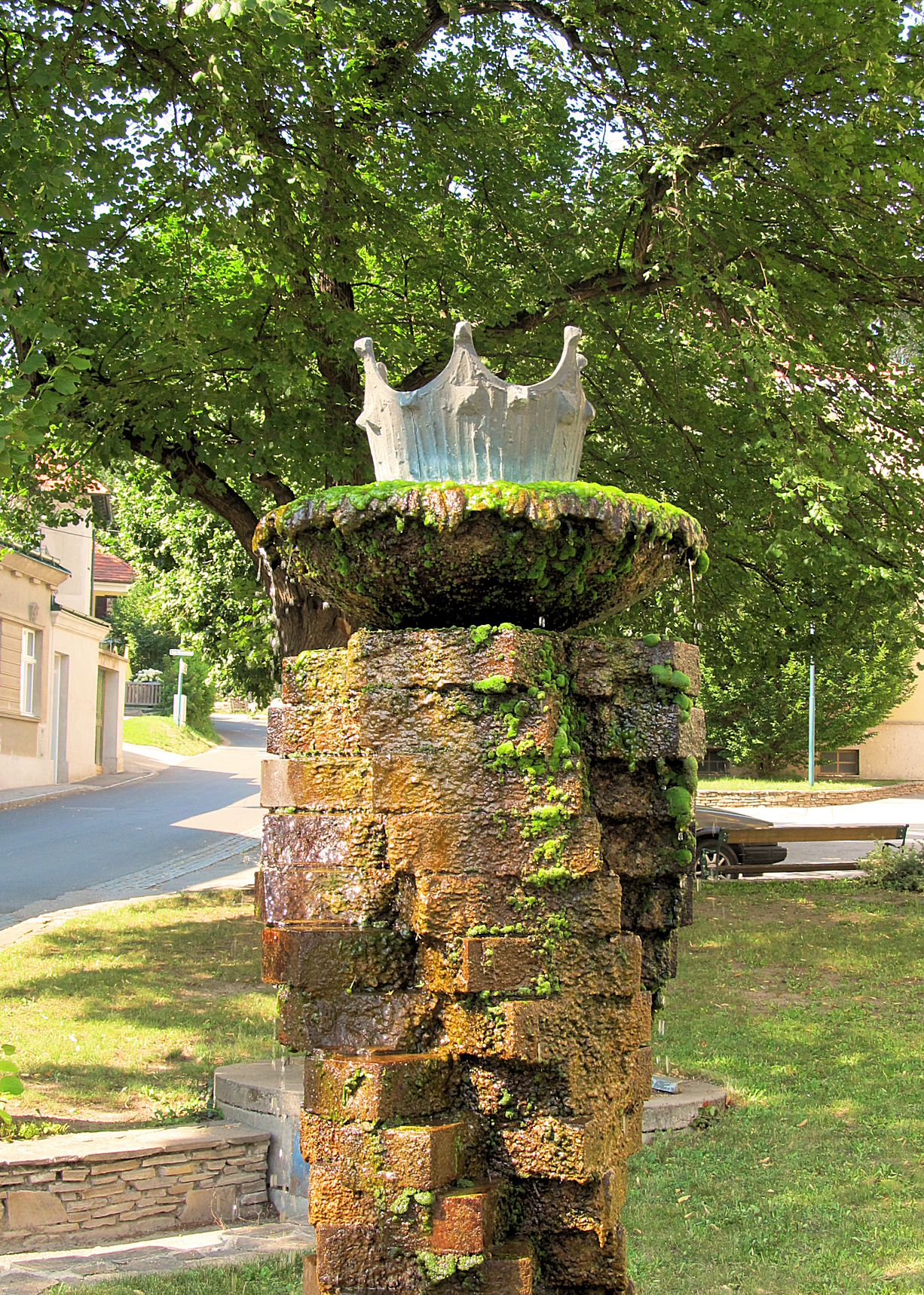
Springbrunnen im Dorfzentrum der die Königslegende thematisiert

Die Namensbedeutung von Königsbrunn erzählt nach einer Legende von einem König, der hier vom Pferd stieg und sich an einem Brunnen labte.
Mit der NÖ. Kommunalstrukturverbesserung wurden zum 1. Jänner 1968 die ehedem selbständigen Gemeinden Hippersdorf, Zaußenberg und Königsbrunn am Wagram vereinigt, und mit 1. Jänner 1972 dann noch Bierbaum am Kleebühel eingemeindet.
Am 5. Dezember 1981 wurde Königsbrunn zur Marktgemeinde erhoben. Bis zum 13. Dezember 2015 besaß die Ortschaft Königsbrunn eine Bahnhaltestelle am Kremser Ast der Franz-Josefs-Bahn, welche mit Unterstockstall geteilt wurde und in der nebenliegenden Marktgemeinde Kirchberg am Wagram lag.

### Einwohnerentwicklung
| Königsbrunn am Wagram: Einwohnerzahlen von 1869 bis 2025 | Königsbrunn am Wagram: Einwohnerzahlen von 1869 bis 2025 | Königsbrunn am Wagram: Einwohnerzahlen von 1869 bis 2025 | Königsbrunn am Wagram: Einwohnerzahlen von 1869 bis 2025 | Königsbrunn am Wagram: Einwohnerzahlen von 1869 bis 2025 |
| -------------------------------------------------------- | -------------------------------------------------------- | -------------------------------------------------------- | -------------------------------------------------------- | -------------------------------------------------------- |
| Jahr                                                     |                                                          |                                                          |                                                          | Einwohner                                                |
| 1869                                                     | 1869                                                     |                                                          | 1.588                                                    | 1.588                                                    |
| 1880                                                     | 1880                                                     |                                                          | 1.720                                                    | 1.720                                                    |
| 1890                                                     | 1890                                                     |                                                          | 1.782                                                    | 1.782                                                    |
| 1900                                                     | 1900                                                     |                                                          | 1.760                                                    | 1.760                                                    |
| 1910                                                     | 1910                                                     |                                                          | 1.833                                                    | 1.833                                                    |
| 1923                                                     | 1923                                                     |                                                          | 1.633                                                    | 1.633                                                    |
| 1934                                                     | 1934                                                     |                                                          | 1.595                                                    | 1.595                                                    |
| 1939                                                     | 1939                                                     |                                                          | 1.560                                                    | 1.560                                                    |
| 1951                                                     | 1951                                                     |                                                          | 1.453                                                    | 1.453                                                    |
| 1961                                                     | 1961                                                     |                                                          | 1.193                                                    | 1.193                                                    |
| 1971                                                     | 1971                                                     |                                                          | 1.197                                                    | 1.197                                                    |
| 1981                                                     | 1981                                                     |                                                          | 1.178                                                    | 1.178                                                    |
| 1991                                                     | 1991                                                     |                                                          | 1.162                                                    | 1.162                                                    |
| 2001                                                     | 2001                                                     |                                                          | 1.270                                                    | 1.270                                                    |
| 2011                                                     | 2011                                                     |                                                          | 1.330                                                    | 1.330                                                    |
| 2021                                                     | 2021                                                     |                                                          | 1.421                                                    | 1.421                                                    |
| 2025                                                     | 2025                                                     |                                                          | 1.438                                                    | 1.438                                                    |
| Quelle(n): Statistik Austria, Gebietsstand 1.1.2021      |                                                          |                                                          |                                                          |                                                          |

## Kultur und Sehenswürdigkeiten

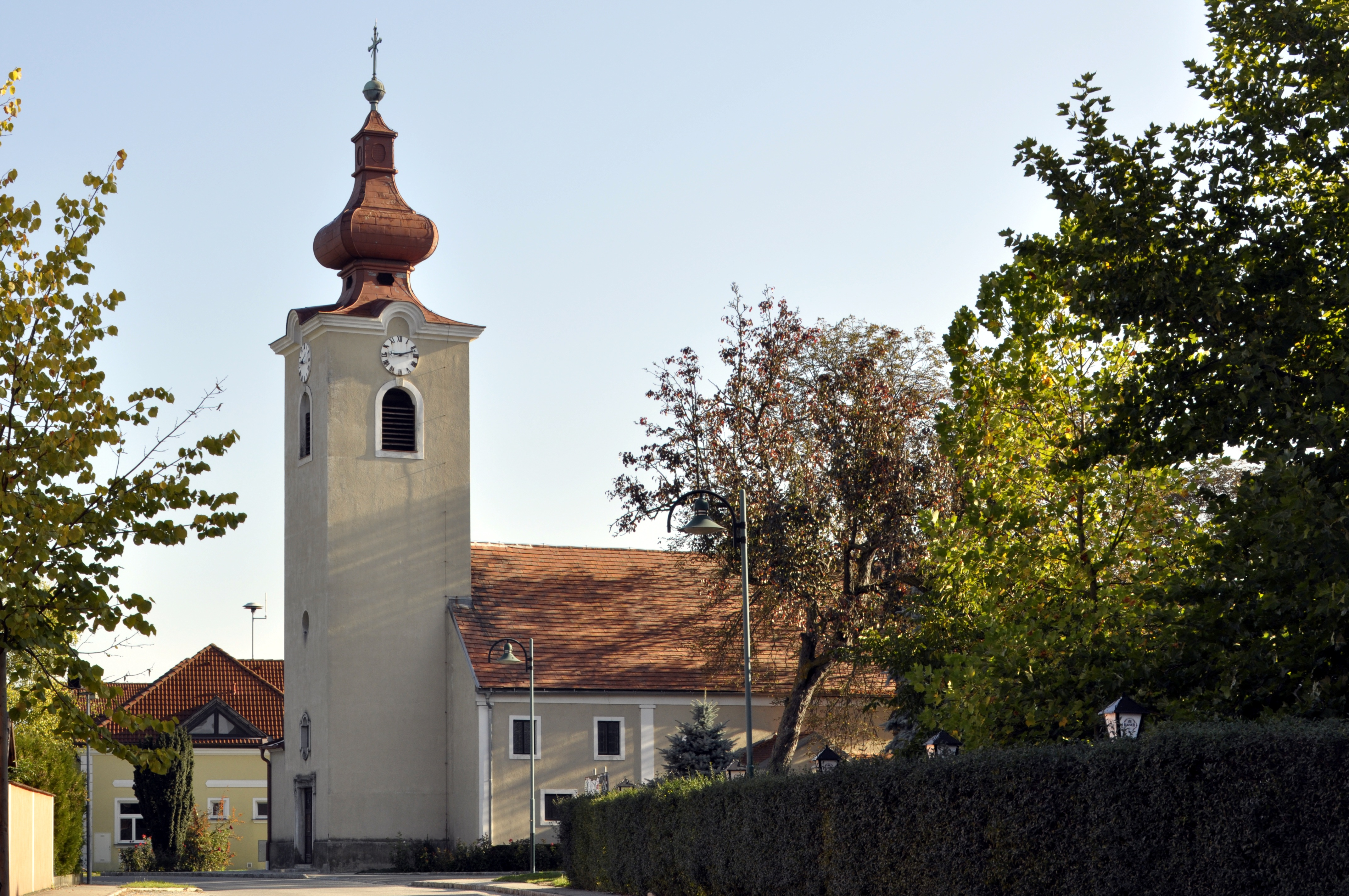
Pfarrkirche Bierbaum am Kleebühel

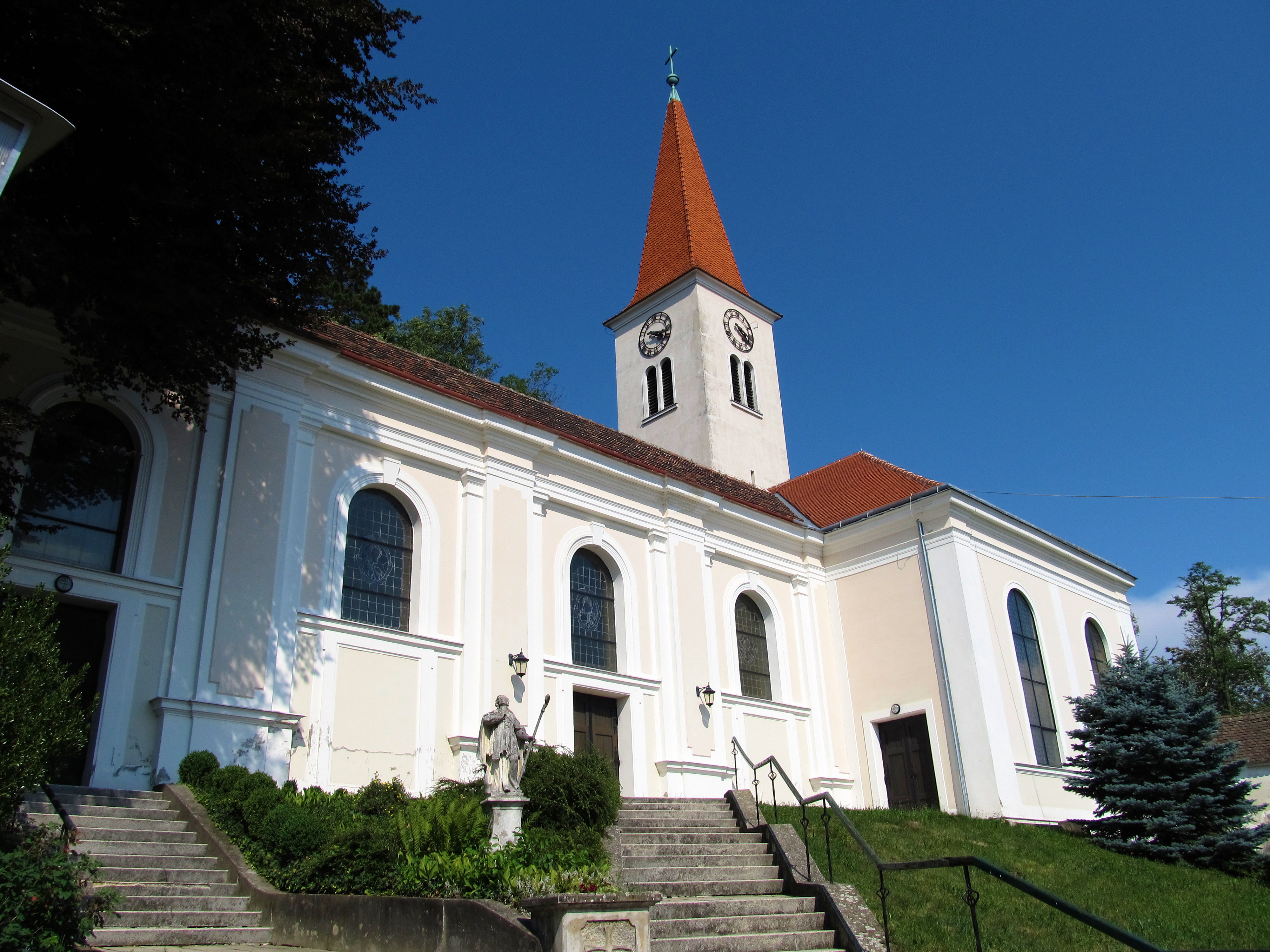
Pfarrkirche Königsbrunn am Wagram

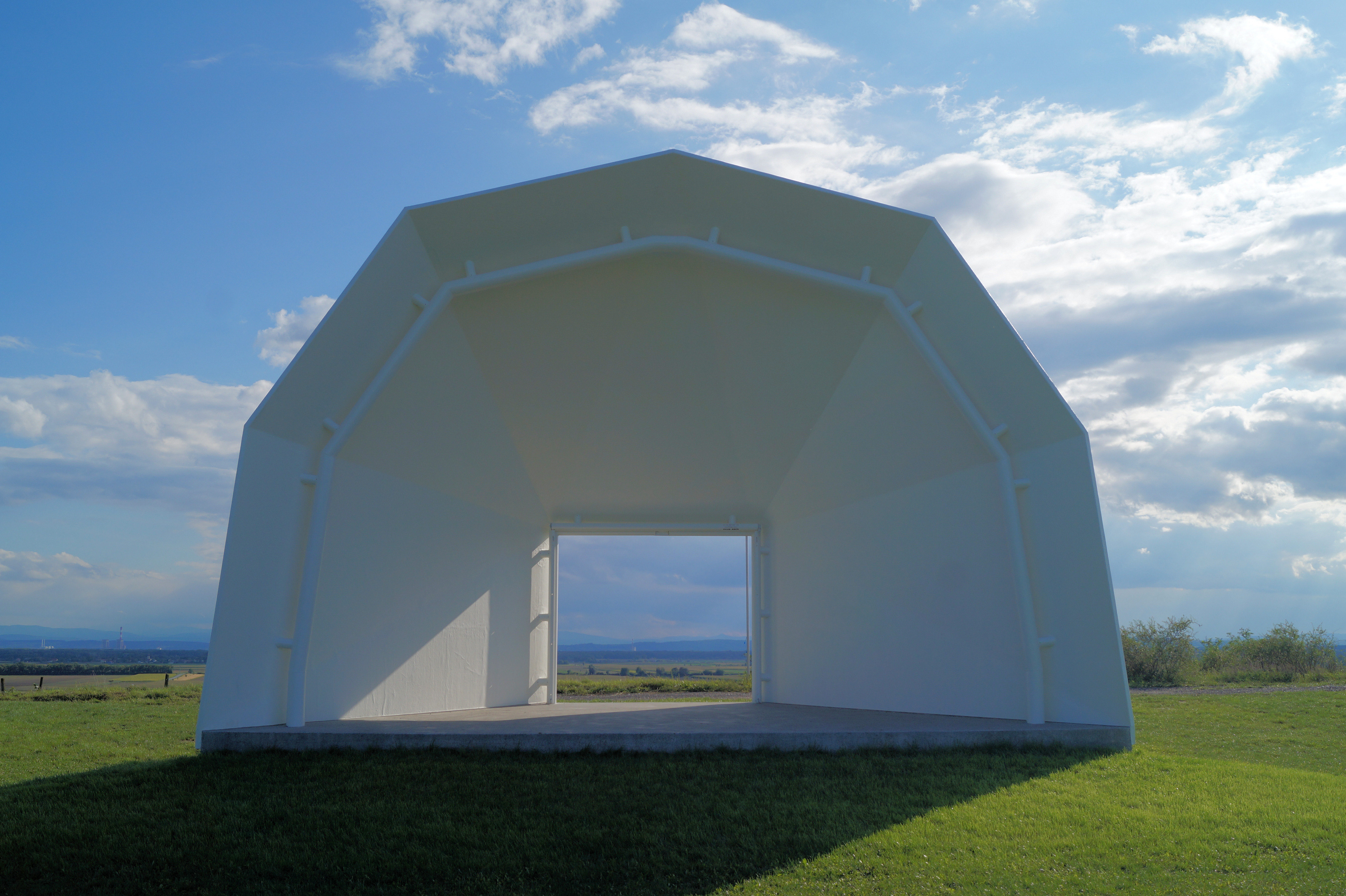
Das WagramFenster in Königsbrunn am Wagram

- Katholische Pfarrkirche Bierbaum am Kleebühel hl. Laurentius
- Katholische Pfarrkirche Königsbrunn am Wagram hl. Johannes der Täufer: Die Kirche wurde inmitten des Ortes auf einer Anhöhe des Wagrams errichtet. An dem jetzigen Platz der Kirche befand sich zuvor eine gotische Kapelle. Die Kirche wurde über jenem Brunnen errichtet, der dem Ort seinen Namen gab. Der ursprünglich barocke Saalbau wurde 1755/1757 von dem aus Krems stammenden Baumeister Josef Koch gebaut, dann um 1898 verlängert und 1936 zu einer kreuzförmigen Anlage mit Rundapsis und Turm erweitert. Die Kirche war zur Bauzeit eine Filiale von Kirchberg am Wagram und wurde 1783 zur Pfarrkirche erhoben. Die Südfassade ist späthistoristisch gestaltet mit gestaffelten Pilastern und Rundbogenfenstern. Der Turm hat schmale Rundbogenfenster und einen Pyramidenhelm. Kurz nach dem Zweiten Weltkrieg (1947) malte E. Peter die Kirche mit biblischen Szenen aus: Mariae Verkündigung, hl. Josef in seiner Werkstatt, Flucht aus Ägypten, Letztes Abendmahl, Fischfang Petri, Heilung des Blinden. Im Jahre 1983 wurde die Kirche umfangreich restauriert.
- Das WagramFenster ist eine Freiluftbühne, welche direkt an der Kante des Wagrams errichtet wurde. Das Bauwerk wurde speziell für diese besondere Lage konzipiert und es thematisiert durch seine Form den Blick auf die sich darunter ausbreitende weite Landschaft. Die weiße Struktur des Bauwerks hebt sich von der Ferne gesehen markant vom blauen Himmel ab und sie weist auf diese Weise den Weg zum Veranstaltungsort. Das Bauwerk versteht sich allerdings nicht nur als Bühne, sondern auch bzw. eigentlich sogar in erster Linie als eine begehbare Skulptur. Da die Bühne nicht ständig als solche genutzt wird, sollte das Bauwerk auch unabhängig von dieser Nutzung „funktionieren“. Es dient somit als weithin sichtbare Landmarke für den Weinbauort Königsbrunn am Wagram. Das Bauwerk wurde von Martin und Werner Feiersinger entworfen (und durch deren aktive Teilnahme am Errichtungsprozess auch mitgebaut).[8][9][10]

## Wirtschaft und Infrastruktur
Nichtlandwirtschaftliche Arbeitsstätten gab es im Jahr 2001 32, land- und forstwirtschaftliche Betriebe nach der Erhebung 1999 76. Die Zahl der Erwerbstätigen am Wohnort betrug nach der Volkszählung 2001 626. Die Erwerbsquote lag 2001 bei 50,31 Prozent.

### Öffentliche Einrichtungen
In Königsbrunn befinden sich ein Kindergarten und eine Volksschule.

### Verkehr
- Eisenbahn: Obwohl sowohl die Franz-Josefs-Bahn als auch die Bahnlinie Absdorf-Hippersdorf – Krems durch das Gemeindegebiet verlaufen, besitzt Königsbrunn keine Bahnhaltestelle. Der nächste Bahnhof Absdorf befindet sich 4 Kilometer südöstlich des Ortes Königsbrunn. Von dort gibt es stündliche Verbindungen nach Krems und Wien.[13]
- Straße: Über die Stockerauer Schnellstraße S5 gibt es eine leistungsfähige Straßenverbindung nach Krems, St. Pölten und Wien.

## Politik

### Gemeinderat
Der Gemeinderat hat 19 Mitglieder.
- Mit den Gemeinderatswahlen in Niederösterreich 1990 hatte der Gemeinderat folgende Verteilung: 14 ÖVP und 5 SPÖ.
- Mit den Gemeinderatswahlen in Niederösterreich 1995 hatte der Gemeinderat folgende Verteilung: 13 ÖVP und 6 SPÖ.[14]
- Mit den Gemeinderatswahlen in Niederösterreich 2000 hatte der Gemeinderat folgende Verteilung: 12 ÖVP und 7 SPÖ.[15]
- Mit den Gemeinderatswahlen in Niederösterreich 2005 hatte der Gemeinderat folgende Verteilung: 11 ÖVP und 8 SPÖ.[16]
- Mit den Gemeinderatswahlen in Niederösterreich 2010 hatte der Gemeinderat folgende Verteilung: 13 ÖVP und 6 SPÖ.[17]
- Mit den Gemeinderatswahlen in Niederösterreich 2015 hatte der Gemeinderat folgende Verteilung: 12 ÖVP, 5 SPÖ und 2 KLUG–Königsbrunner Liste unabhängiger GemeindebürgerInnen.[18]
- Mit den Gemeinderatswahlen in Niederösterreich 2020 hat der Gemeinderat folgende Verteilung: 13 ÖVP, 4 SPÖ und 2 KLUG–Königsbrunner Liste unabhängiger GemeindebürgerInnen.[19]
- Mit den Gemeinderatswahlen in Niederösterreich 2025 hat der Gemeinderat folgende Verteilung: 12 ÖVP, 3 SPÖ und 2 FPÖ und 2 KLUG (Königsbrunner Liste unabhängiger GemeindebürgerInnen).[20]

### Bürgermeister
- 1972–1980 Franz Bayer (ÖVP), Weinhauer, Königsbrunn am Wagram
- 1980–1996 Franz Leuthner (ÖVP), Landwirt,  Königsbrunn  am Wagram
- 1996–2012 Karl Solich (ÖVP), Gastwirt, Bierbaum am Kleebühel
- seit 2012 Franz Stöger (ÖVP), Landwirt, Hippersdorf[21]

## Persönlichkeiten
- Helmut Cerwenka (* 1952), Politiker und Volksschuldirektor

## Bildergalerie

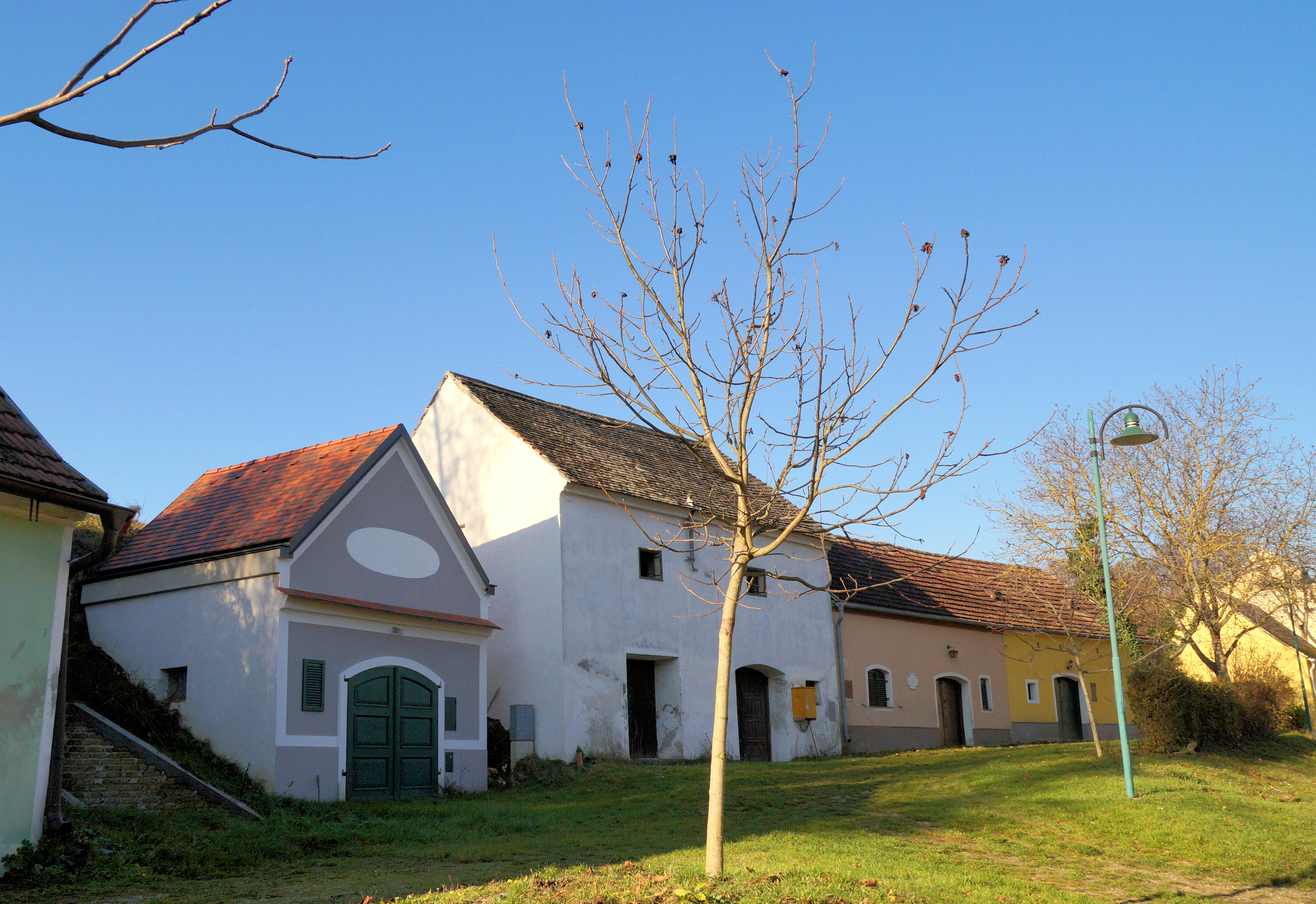
Keller in der Kellergasse Königsbrunn am Wagram
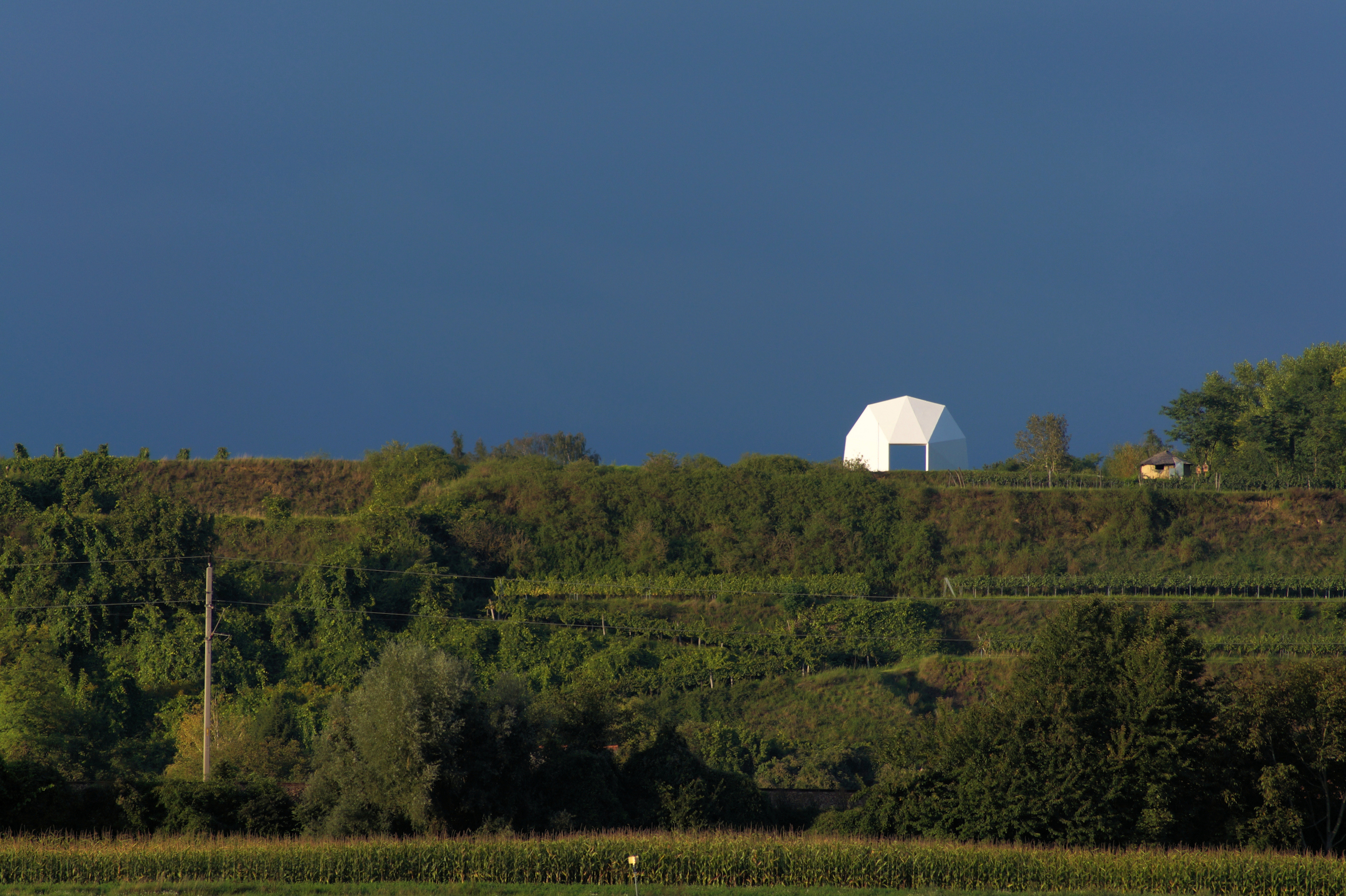
Das Wagramfenster als Landmarke